# Marco Poma
Marco Poma (* 8. Juli 1946 in Mailand) ist ein italienischer Regisseur und Medienproduzent.

## Leben
1970 erhielt Poma ein Diplom in Malerei von der Accademia di Belle Arti di Brera. Nach weiteren Studien und mit Unterstützung des Centro Sperimentale di Cinematografia, legte er dort einen ersten Dokumentarfilm vor. Zwei Jahre später gründete er die erste elektronische Postproduktionsfirma Italiens, „Vid.N“. Nach weiteren Dokumentationen (er erhielt 1976 eine Goldmedaille des Italienischen Staatspräsidenten für La ricerca dell'identita) drehte er ab 1983 zahlreiche Dokumentationen, Musikvideos (u. a. für Matia Bazar) und Lehrfilme, seit 1993 mit einer neuen Firma zur Produktion und Postproduktion elektronischer Medien, „Metamorphosi“, bei der er bis heute (2014) als Präsident und Kreativdirektor wirkt. Auch für das Fernsehen verantwortete er verschiedene Formate wie „Giornale di Videomusic“, „Rock Report“ mit Affinität zu aktueller Musik. Poma kooperierte bei vielfältigen Aufgaben mit dem „Politecnico“, der „Accademia di Belle Arti“ und der Region Lombardei.
1986 war in einigen wenigen Kinos seine eigengeschriebene Arbeit Mefisto Funk zu sehen, die erste elektronische Film seines Heimatlandes.
Seit dem neuen Jahrtausend widmet Poma sich vor allem dem Zusammenhang von Kunst und seiner medialen Aufbereitung.

## Filmografie (Auswahl)
- 1986: Mefisto Funk